# 閔珪
閔珪（1430年—1511年），字朝瑛，號孺山，浙江湖州府烏程縣織里鎮晟舍人，祖籍山東兗州府濟寧州，明朝政治人物，天順甲申進士，弘治年間官至刑部尚書。

## 生平
景泰四年（1453年）癸酉科浙江鄉試舉人，天順八年（1464年）甲申科進士。授監察御史，出京巡按河南。成化六年（1470年）擢為江西副使，升廣東按察使。後升右僉都御史、巡撫江西，弭盜不力而降為廣西按察使。
明憲宗繼位後，升右副都御史、巡撫順天。後升刑部右侍郎，弘治五年（1492年）進右都御史、總督兩廣軍務，與總兵官毛銳出兵鎮壓古田僮族，自臨桂出發，連破七寨，賊悉就撫。七年（1504年）以功遷南京刑部尚書，不久召為左都御史。十一年（1498年）加太子少保，十三年（1500年）取代白昂為刑部尚書，加太子太保，明孝宗稱：“朕知閔珪老成，人才難得，唯茲事過拗。”十七年（1504年）加柱國，正德元年（1506年）六月，上疏請求致仕，朝廷不許。二年（1507年）加少保，再上疏求退，獲准。六年（1511年）十月卒，贈太保，諡莊懿。

## 著作
著有《閔莊懿公詩集》、《閔珪文集》十卷。

## 家庭
- 妻子，重兆王氏，讳玉[註 1][4]。
- 长子，闵誾[註 1]。
- 次子，闵闻，初娶吕山吴氏，继娶重兆王氏，妾室高氏。有三子三女[註 1]。
  - 子，闵宜励（母高氏）、闵宜劭（母王氏）、闵宜力（母王氏）[註 1]。
  - 女，长女嫁吴凤翔，次女（母吴氏）嫁潘夔，生潘伯驤、潘仲驂、潘叔駿、潘季馴四子。三女嫁严漾（母王氏）。一般认为是潘季驯母亲闵氏是闵珪的孙女，研究者依据《吴兴闵氏家乘》认为闵氏是闵闻的次女[4]
- 女儿，嫁苏州卫指挥同知长兴臧颜[註 1]。
- 从孙闵如霖擔任南京礼部尚书。闵如霖之從曾孫闵洪學擔任吏部尚書。闵洪學之從弟闵夢得擔任兵部尚書[5]。

## 备注
1. 1 2 3 4 5  见于张银龙在《潘季驯非闵珪外孙考论》文中转引的《吴应闵氏家乘》。